# AutoPop
 (août 2022).
 (août 2022).
AutoPop est un magazine mensuel français consacré à l'automobile créé en mai 1971 par Claude Vorilhon,. En 1973, en plein choc pétrolier, le premier ministre Pierre Messmer réclame l'interdiction des sports motorisés. À la suite de cette mesure, le magazine cesse d'être publié en septembre 1974 avec son trente-quatrième numéro.

## Histoire
Dès ses débuts, AutoPop s'affiche dans la presse automobile française en se voulant, selon sa propre devise, « la revue des pilotes », en proposant une fois par mois des conseils liés à l'automobile : comment devenir pilote, essais de plusieurs coupés sportifs (consommation, vitesse, accélérations, etc.) mais aussi les lieux comme de nouveaux circuits français.